# Saffranskronad tangara
Saffranskronad tangara (Tangara xanthocephala) är en fågel i familjen tangaror inom ordningen tättingar.

## Utseende och läte
Saffranskronad tangara är en liten tangara. Fjäderdräkten är mestadels blågrön, med mörkare vingar och streckad rygg. Huvudet är mestadels bjärt gul- eller orangefärgat, med en liten svart ansiktsmask som även täcker strupe och nacke. Den är även beigefärgad på undre stjärttäckare och undergump, men detta är endast synligt i vissa vinklar. Könen är lika.

## Utbredning och systematik
Saffranskronad tangara förekommer i Anderna från Colombia till nordvästra Bolivia. Den delas in i tre underarter med följande utbredning:
- Tangara xanthocephala venusta – förekommer i Anderna från Colombia till västra Venezuela och centrala Peru
- Tangara xanthocephala xanthocephala – förekommer i subtropiska Anderna i centrala Peru (Chanchamayoregionen)
- Tangara xanthocephala lamprotis – förekommer i Anderna i sydöstra Peru (Cusco och Puno) till nordvästra Bolivia

## Levnadssätt
Saffranskronad tangara hittas i Andernas subtropiska zon, i molnskog och skogsbryn på mellan 1200 och 2400 meters höjd. Där är den en relativt vanlig medlem i kringvandrande artblandade flockar.

## Status och hot
Arten har ett stort utbredningsområde, men tros minska i antal, dock inte tillräckligt kraftigt för att den ska betraktas som hotad. Internationella naturvårdsunionen IUCN listar arten som livskraftig (LC).